# Le Pontet (Vaucluse)
Pour les articles homonymes, voir Le Pontet.
Le Pontet est une ville française située dans le département du Vaucluse, en région Provence-Alpes-Côte d'Azur. La ville est limitrophe d'Avignon et fait partie du Grand Avignon.
Ses habitants sont appelés les Pontétiens.

## Géographie

### Localisation
Située sur la rive gauche du Rhône, le Pontet est l'interface entre la Vallée du Rhône et le Comtat Venaissin.
La ville jouit de sa proximité avec une grande ville tout en étant tournée vers la campagne.
Le Pontet est délimitée :
- à l'est, par le chemin de la Croix Verte et le Rhône qui la sépare des quartiers Barthelasse-Piot et Avignon Nord de la ville d'Avignon ;
- au nord, par le Canal Crillon qui la sépare de la commune de Sorgues ;
- à l'ouest, par le Canal Crillon et les chemins de l'Arbalestière et du Grand Bois qui la sépare de la commune de Vedène ;
- au sud, par les routes de Morières et de Réalpanier qui la sépare des quartiers Montfavet et Avignon Est de la ville d'Avignon.

| Sorgues | Sorgues | Sorgues                                   |
| Avignon | Pontet  | Vedène                                    |
| Avignon | Avignon | Morières-lès-Avignon (par un quadripoint) |

### Géologie et relief
La commune est très plate : maximum de 30 mètres d'altitude pour un minimum de 16 mètres, soit une amplitude de 14 mètres seulement.

### Hydrographie
Cours d'eau sur la commune ou à son aval :
- Le Rhône fait office de bordure à l'ouest de la commune,
- Rivière l'Ouvèze, de la Sorgue de Velleron à la confluence avec le Rhône,
- Passage de l'un des bras de la Sorgue[2],
- Canal de Vaucluse[3].

### Climat
Pour des articles plus généraux, voir Climat de Provence-Alpes-Côte d'Azur et Climat de Vaucluse.
En 2010, le climat de la commune est de type climat méditerranéen franc, selon une étude du Centre national de la recherche scientifique s'appuyant sur une série de données couvrant la période 1971-2000. En 2020, Météo-France publie une typologie des climats de la France métropolitaine dans laquelle la commune est exposée à un climat méditerranéen et est dans la région climatique Provence, Languedoc-Roussillon, caractérisée par une pluviométrie faible en été, un très bon ensoleillement (2 600 h/an), un été chaud (21,5 °C), un air très sec en été, sec en toutes saisons, des vents forts (fréquence de 40 à 50 % de vents > 5 m/s) et peu de brouillards.
Pour la période 1971-2000, la température annuelle moyenne est de 14,2 °C, avec une amplitude thermique annuelle de 17,7 °C. Le cumul annuel moyen de précipitations est de 671 mm, avec 5,9 jours de précipitations en janvier et 2,6 jours en juillet. Pour la période 1991-2020, la température moyenne annuelle observée sur la station météorologique de Météo-France la plus proche, « Avignon », sur la commune d'Avignon à 4 km à vol d'oiseau, est de 15,0 °C et le cumul annuel moyen de précipitations est de 648,8 mm. 
La température maximale relevée sur cette station est de 42,8 °C, atteinte le 28 juin 2019 ; la température minimale est de −9,9 °C, atteinte le 2 mars 2005,,.
| Mois                                  | jan.          | fév.          | mars            | avril         | mai           | juin          | jui.          | août           | sep.          | oct.        | nov.            | déc.          | année     |
| ------------------------------------- | ------------- | ------------- | --------------- | ------------- | ------------- | ------------- | ------------- | -------------- | ------------- | ----------- | --------------- | ------------- | --------- |
| Température minimale moyenne (°C)     | 1,9           | 2,3           | 5               | 7,7           | 11,7          | 15,6          | 18            | 17,6           | 13,9          | 10,7        | 6               | 2,5           | 9,4       |
| Température moyenne (°C)              | 6,3           | 7,4           | 10,8            | 13,7          | 17,8          | 22,1          | 24,8          | 24,3           | 19,9          | 15,8        | 10,3            | 6,7           | 15        |
| Température maximale moyenne (°C)     | 10,7          | 12,4          | 16,6            | 19,7          | 23,9          | 28,7          | 31,5          | 31,1           | 26            | 21          | 14,7            | 11            | 20,6      |
| Record de froid (°C) date du record   | −8,7 11.01.10 | −7,8 05.02.12 | −9,9 02.03.05   | −4,2 08.04.21 | 2,4 07.05.19  | 6,7 05.06.14  | 10,7 18.07.11 | 9,5 30.08.1998 | 5,5 16.09.17  | −2 30.10.12 | −7,1 23.11.1998 | −8,6 20.12.01 | −9,9 2005 |
| Record de chaleur (°C) date du record | 20,8 19.01.07 | 23,1 27.02.19 | 26,7 24.03.1994 | 31,4 29.04.05 | 34,2 31.05.01 | 42,8 28.06.19 | 39,6 31.07.17 | 42 22.08.23    | 35,5 17.09.19 | 31 01.10.23 | 23,8 14.11.23   | 19,3 05.12.06 | 42,8 2019 |
| Précipitations (mm)                   | 55,6          | 35,6          | 36,1            | 59,9          | 52,3          | 35,2          | 23,9          | 35             | 91,1          | 88,6        | 92              | 43,5          | 648,8     |

| Diagramme climatique                                  |             |           |             |              |              |            |            |            |            |         |           |
| J                                                     | F           | M         | A           | M            | J            | J          | A          | S          | O          | N       | D         |
| 10,71,955,6                                           | 12,42,335,6 | 16,6536,1 | 19,77,759,9 | 23,911,752,3 | 28,715,635,2 | 31,51823,9 | 31,117,635 | 2613,991,1 | 2110,788,6 | 14,7692 | 112,543,5 |
| Moyennes : • Temp. maxi et mini °C • Précipitation mm |             |           |             |              |              |            |            |            |            |         |           |

Les paramètres climatiques de la commune ont été estimés pour le milieu du siècle (2041-2070) selon différents scénarios d'émission de gaz à effet de serre à partir des nouvelles projections climatiques de référence DRIAS-2020. Ils sont consultables sur un site dédié publié par Météo-France en novembre 2022.

#### Relevés météorologiques
| Mois                              | jan. | fév. | mars | avril | mai  | juin | jui. | août | sep. | oct. | nov. | déc. | année |
| --------------------------------- | ---- | ---- | ---- | ----- | ---- | ---- | ---- | ---- | ---- | ---- | ---- | ---- | ----- |
| Température minimale moyenne (°C) | 2    | 3    | 6    | 8     | 12   | 15   | 18   | 18   | 14   | 11   | 6    | 3    | 9,6   |
| Température moyenne (°C)          | 6    | 7,5  | 11   | 13    | 17,5 | 21   | 24   | 24   | 19,5 | 15,5 | 8,5  | 7,5  | 14,7  |
| Température maximale moyenne (°C) | 10   | 12   | 16   | 18    | 23   | 27   | 30   | 30   | 25   | 20   | 13   | 10   | 19,75 |
| dont pluie (mm)                   | 36,5 | 23,3 | 24,9 | 47,5  | 45,6 | 25,4 | 20,9 | 29,1 | 65,8 | 59,6 | 52,8 | 34   | 465,4 |

Selon Météo-France, le nombre par an de jours de pluies supérieures à 2,5 litres par mètre carré est de 45 et la quantité d'eau, pluie et neige confondues, est de 660 litres par mètre carré. Les températures moyennes oscillent entre 0 et 30 °C selon la saison. Le record de température depuis l'existence de la station de l'INRA est de 40,5 °C lors de la canicule européenne de 2003 le 5 août (et 39,8 °C le 18 août 2009) et −12,8 °C le 5 janvier 1985. Les relevés météorologiques ont lieu à l'Agroparc d'Avignon.

#### Le mistral
Le vent principal est le mistral, dont la vitesse peut aller au-delà des 110 km/h. Il souffle entre 120 et 160 jours par an, avec une vitesse de 90 km/h par rafale en moyenne. Le tableau suivant indique les différentes vitesses du mistral enregistrées par les stations d'Orange et Carpentras-Serres dans le sud de la vallée du Rhône et sa fréquence au cours de l'année 2006. La normale correspond à la moyenne des 53 dernières années pour les relevés météorologiques d'Orange et à celle des 42 dernières pour Carpentras.
Légende : « = » : idem à la normale ; « + » : supérieur à la normale ; « - » : inférieur à la normale.
|                                                      | Janv.   | Fév.    | Mars     | Avril   | Mai     | Juin     | Juil.   | Août    | Sept.   | Oct.    | Nov.    | Déc.     |
| Vitesse maximale relevée sur le mois                 | 96 km/h | 97 km/h | 112 km/h | 97 km/h | 94 km/h | 100 km/h | 90 km/h | 90 km/h | 90 km/h | 87 km/h | 91 km/h | 118 km/h |
| Tendance : jours avec une vitesse > 16 m/s (58 km/h) | --      | +++     | ---      | ++++    | ++++    | =        | =       | ++++    | +       | ---     | =       | ++       |

## Urbanisme

### Typologie
Au 1er janvier 2024, Le Pontet est catégorisée grand centre urbain, selon la nouvelle grille communale de densité à sept niveaux définie par l'Insee en 2022.
Elle appartient à l'unité urbaine d'Avignon, une agglomération inter-régionale regroupant 59  communes, dont elle est une commune de la banlieue,,. Par ailleurs la commune fait partie de l'aire d'attraction d'Avignon, dont elle est une commune du pôle principal,. Cette aire, qui regroupe 48 communes, est catégorisée dans les aires de 200 000 à moins de 700 000 habitants,.

### Occupation des sols
L'occupation des sols de la commune, telle qu'elle ressort de la base de données européenne d’occupation biophysique des sols Corine Land Cover (CLC), est marquée par l'importance des territoires artificialisés (75 % en 2018), en augmentation par rapport à 1990 (64,9 %). La répartition détaillée en 2018 est la suivante : 
zones urbanisées (42,5 %), zones industrielles ou commerciales et réseaux de communication (32,5 %), zones agricoles hétérogènes (22,2 %), eaux continentales (2,8 %). L'évolution de l’occupation des sols de la commune et de ses infrastructures peut être observée sur les différentes représentations cartographiques du territoire : la carte de Cassini (XVIIIe siècle), la carte d'état-major (1820-1866) et les cartes ou photos aériennes de l'IGN pour la période actuelle (1950 à aujourd'hui).

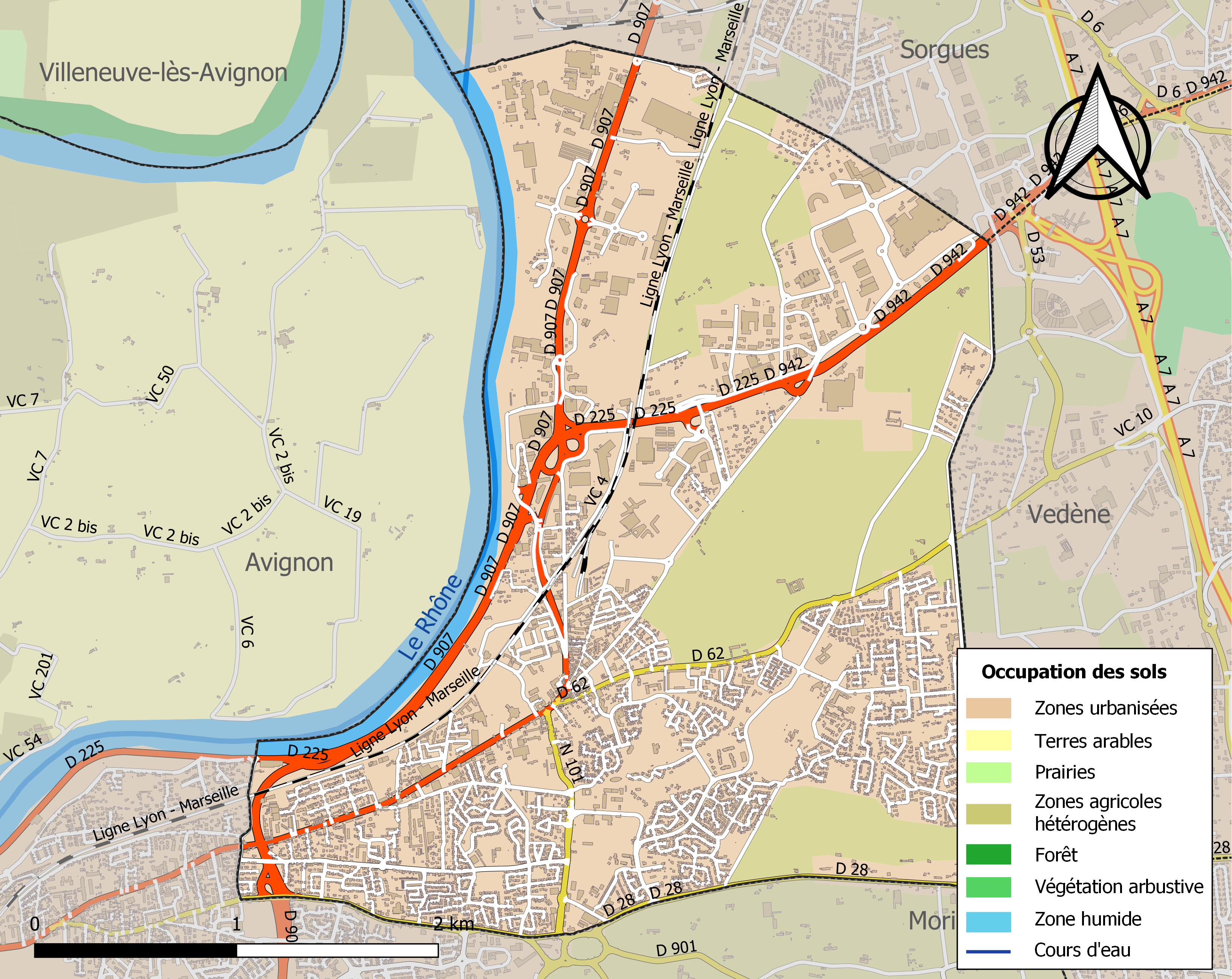
Carte des infrastructures et de l'occupation des sols de la commune en 2018 (CLC).

### Voies de communication et transports

#### Voies routières
La route nationale 7 et la route nationale 107 traversent la commune.
En bordure extérieure de commune, à l'est, se trouve la sortie Avignon Nord de l'autoroute A7.

#### Transports
- La ville du Pontet est desservie par de nombreuses lignes de bus du réseau Orizo, géré par le Grand Avignon.

| Lignes desservant Le Pontet | Arrêts au sein de la ville du Pontet |
| --------------------------- | --- |
| 7                           | Rose des Vents • Pervenches • La Pléiade • Prétentaine • Beaupré • Sorgue Bleue • Collège Jules Verne • Stade de Coubertin • Gavotte • Farandole • Ferme Saint-Louis • Clément VII • Le Pontet Hôtel de Ville • Rallye • Achard • Place Thomas • Lascour • Grangette • Montbord • Cassagne • Bosco • Arbalestière • Offante • Le Carillon |
| 8                           | Archicote Avignon Nord |
| 9                           | Châteaubriand • Rimbaud • Beaupré • Agricola |
| 11                          | Rose des Vents • Cardelines • Les Ormeaux |
| 12                          | Archicote Avignon Nord • Newton Avignon Nord |
| 13                          | Agricola • Sorgue Bleue • Jardins de Fargues • De Fargis • Achard • Place Thomas • Le Pontet Centre • Le Lac |
| 14                          | Châteaubriand • Agricola • Sorgue Bleue • Pré Fleuri • Le Lac |

- La ville du Pontet est desservi par une ligne de Chron'hop du réseau Orizo.

| Lignes desservant Le Pontet | Stations au sein de la ville du Pontet |
| --------------------------- | --- |
| C2                          | Cèdre Bleu • Agassins • Cigales • Le Lac • Le Pontet Centre • Place Thomas • Tour Blanche • Roberty • Périgord • Petits Rougiers • Saint-Tronquet • Daulands • Newton Avignon Nord • Archicote Avignon Nord |

- La ville du Pontet possède plusieurs stations Vélopop' du réseau Orizo.

### Risques naturels et technologiques

#### Sismicité
Les cantons de Bonnieux, Apt, Cadenet, Cavaillon, et Pertuis sont classés en zone Ib (risque faible). Tous les autres cantons du département de Vaucluse sont classés en zone Ia (risque très faible). Ce zonage correspond à une sismicité ne se traduisant qu'exceptionnellement par la destruction de bâtiments.

## Histoire
Le Pontet est la plus jeune commune de Vaucluse (84), devenant ainsi la 151e ville de Vaucluse car elle n'existe que depuis le 17 février 1925. Elle est née de la volonté des habitants qui voulaient davantage d'autonomie, cette ville n'étant auparavant qu'un quartier d'Avignon.
Jusqu'à 2016, six maires se sont succédé : Théophile Delorme, Louis Gras, Régis Deroudilhe, Alain Cortade, Béatrice Lecocq et Joris Hebrard.

### Antiquité
Pendant des millénaires, une bonne partie du territoire fut recouvert d'eaux stagnantes, de limons et couverte d'oseraie. Dans ce milieu hostile, les traces d'occupation sont rares. Seul vestige antique connu, un aqueduc romain qui traversait se dirigeait vers Avenio. Il a subsisté jusqu'au milieu du XIXe siècle et ses ruines étaient appelées « murs des Sarrasins ».

### Moyen Âge
Un neveu de Clément V, le cardinal Raymond-Guilhem de Fargues, se fit construire une résidence campagnarde et fortifiée sur le chemin de Morières. Simple trésorier du diocèse de Beauvais, il avait été fait cardinal-diacre de Sainte-Marie-la-Neuve, lors du consistoire du 19 décembre 1310 et il est mort en 1346. Ce château de Fargues est aujourd'hui la plus ancienne résidence cardinalice de la papauté d'Avignon. Et il donna son nom à ce lieu-dit qui fut désormais appelé Fargues.
Sur le chemin de Morières, Réalpanier, un autre lieu-dit, déjà connu par ses blanchisseries (1296) et ses moulins (1317), fut attribué à des cardinaux. Le premier à y faire construire une bastide fut Guillaume d'Aigrefeuille le Jeune, puis elle passa à Géraud de Lautrec, le cardinal de Comminges et enfin au cardinal Jacques de Montenay qui la légua au chapitre métropolitain d'Avignon.
Au XIIe siècle, un début d'habitat dispersé s'était organisé autour de Cassagne. Il va prospérer au cours du XIVe siècle et devenir, en 1406, la « Bastida de Cassahes » qui entrait dans le patrimoine de l'église Saint-Agricol d'Avignon.

### Renaissance
Au début du XVIe siècle, un petit pont de bois, le pontet, fut bâti pour faciliter le passage de la roubine de Morières. Un acte du 4 octobre 1507 note :

« Parietes Ponteti secus Rhodanum citra crucem de Peyregort. »

Ce pont flaqué de sa croix se trouvait donc sur les anciennes propriétés du cardinal de Périgord.
Détruit, il fut reconstruit en pierres en 1557. L'État d'Avignon avait été occupé, en 1536, par les troupes de François Ier ce qui inclut le Pontet.

### Période moderne
Sur le territoire de Fargues qui n'avait pas encore pris le nom du Pontet, quelques nouvelles résidences sont créées au cours du XVIIIe siècle. Tout d'abord Saint-Tronquet, grosse bâtisse de style Louis XV, dont la chapelle dédiée à saint Louis est consacrée en 1776. Elle devient propriété des Suarez, marquis d'Aulan, en 1787. Quant à La Verdette, le 20 juin 1771, elle est celle de Jean de Pillement, peintre du roi de Pologne.
Un seul domaine est mentionné au cours du XVIIIe siècle, celui de Roberty. C'est là, qu'en 1793, le capitaine Bonaparte vient rejoindre son chef d'état-major, le général Cartaux, qui y a installé son quartier général.
Jusqu'au début du XIXe siècle, le territoire, qui demeure une lande marécageuse et inhospitalière reste peu peuplé. Sa population, en butte aux fièvres paludéennes ne dépasse pas une soixantaine d'habitants. Menés par un industriel avignonnais, Charles Thomas, de grands travaux de drainage commencent vers 1850. Grâce à eux se développent les premières prairies irriguées pour servir de pâturages aux chevaux de trait d'Avignon. Cette œuvre d'assainissement est poursuivie par son fils Joseph à partir de 1871.
Ce hameau d'Avignon devient alors le lieu privilégié d'implantation d'industries traditionnelles (moulinage de la soie et traitement de la racine de garance) au quartier de l'Oseraie. Face à l'augmentation de la population ouvrière, la municipalité avignonnaise vote tous les crédits nécessaires pour une infrastructure fixant les gens sur place. Une église paroissiale, sous le titre de Notre-Dame-Auxiliatrice, est construite en 1854, suivie par l'installation de deux écoles congréganistes, d'un cimetière et d'un poste de police.
Sous la Troisième République, l'école laïque succède à l'enseignement religieux et un bureau des Postes et Télégraphes est ouvert en 1884. Les travaux d'assainissement entrepris dans le centre-ville d'Avignon sont étendus « à la population si laborieuse et républicaine du Pontet » et un lavoir mis à la disposition des ménagères dès 1895. Un hippodrome, l'un des plus vieux de France, est construit à Roberty et draine vers lui la bourgeoisie avignonnaise tous les dimanches.

### Période contemporaine

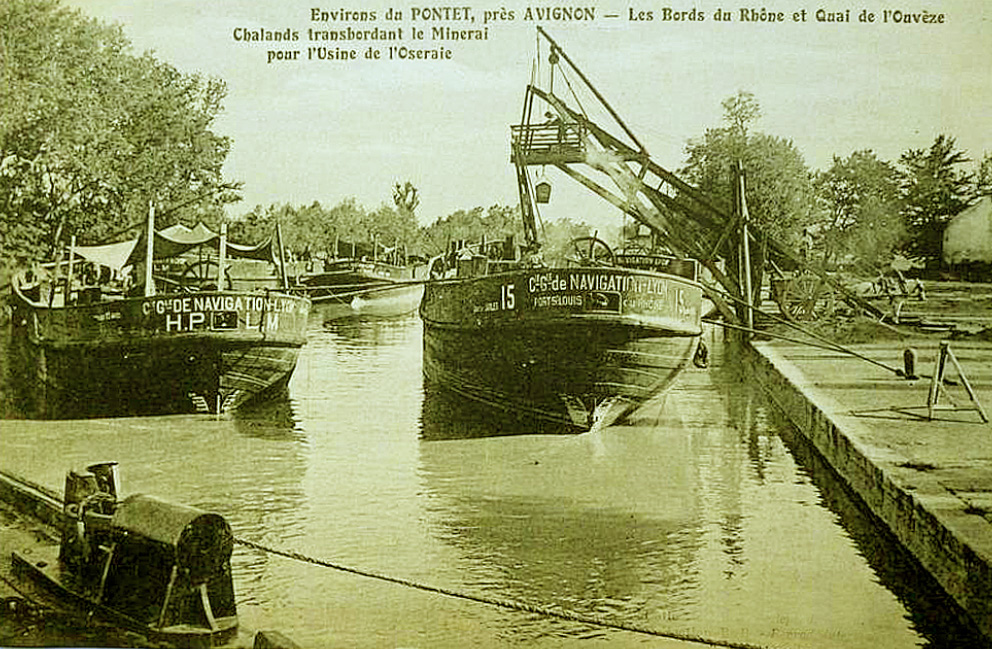
Port sur le quai de l'Ouvèze.

En 1920, les quatre conseillers municipaux pontétiens siégeant à la municipalité d'Avignon, avec le soutien d'une grande majorité de leurs concitoyens, demandèrent officiellement l'indépendance de leur quartier. Elle leur fut accordée et entérinée par une loi signée par Gaston Doumergue, le 17 février 1925 (loi publiée au JO du 19 février, page 1830).
Dès lors, un essor industriel assez important fut à la base du développement économique de la nouvelle commune. L'implantation d'usines (engrais, chimie) et d'entrepôts de carburants, fut facilitée par la présence du port fluvial du Pontet.
Propriété de l'État (VNF), le port est actuellement concédé à la Chambre de commerce et d'industrie. Il a été modernisé en 1961 et a un trafic qui dépasse les 225 000 tonnes.
La vocation industrielle du Pontet s'est affirmée tout au long du XXe siècle avec des industries de pointes (produits électro-réfractaires, pâte à papier, agro-alimentaire, etc.). Une nouvelle orientation s'est dessinée au cours des années 1970 avec la création d'une gigantesque zone commerciale où s'est installé un des plus grands hypermarchés de France et son groupe.

## Politique et administration

### Tendances politiques et résultats
Les élections de mars 2014 remportées par la liste d'extrême-droite dirigée par Joris Hébrard du FN avec sept voix de différence sont annulées par le Conseil d'État en février 2015. Une délégation est alors nommée, elle est présidée par Jean-Louis Cros. Le 31 mai suivant, la liste de Joris Hébrard (FN) est réélue avec 59,43 % des voix (contre 34,65 % en 2014) dès le premier tour.

### Administration municipale
| Période          | Période          | Identité          | Étiquette    | Qualité |
| ---------------- | ---------------- | ----------------- | ------------ | --- |
| mai 1925         | 16 décembre 1945 | Théophile Delorme |              | Démissionnaire |
| 16 décembre 1945 | 15 mars 1959     | Louis Gras        |              | |
| 15 mars 1959     | 25 mai 1994      | Régis Deroudilhe  | DVD-RPR      | Conseiller général d'Avignon-Nord (1973 → 2001) Président du conseil général (1992 → 1998) Démissionnaire                                                                                       |
| 25 mai 1994      | 1er octobre 2013 | Alain Cortade     | RPR puis UMP | Gérant de société retraité Député de Vaucluse (1re circ.) (2004 → 2007) 1er vice-président de la CA du Grand Avignon [Quand ?] Démissionnaire                                                   |
| 10 octobre 2013  | 5 avril 2014     | Béatrice Lecoq    | UMP          | Docteur en biologie |
| 5 avril 2014     | 2 mars 2015      | Joris Hébrard     | FN           | Masseur-kinésithérapeute 2e vice-président de la CA du Grand Avignon (2014 - 2019) |
| 3 mars 2015      | 6 juin 2015      | Jean-Louis Cros   |              | Président de la délégation spéciale |
| 6 juin 2015      | 5 septembre 2022 | Joris Hébrard     | FN puis RN   | Masseur-kinésithérapeute Député de Vaucluse (1re circ.) (2022 → 2023) Conseiller départemental du Pontet (2015 → 2022) 2e vice-président de la CA du Grand Avignon (2014 → 2022) Démissionnaire |
| 5 septembre 2022 | 4 avril 2023,    | Patrick Suisse    | RN           | Commercial retraité, ancien premier adjoint Démissionnaire |
| 4 mai 2023,      | En cours         | Joris Hébrard     | RN           | Masseur-kinésithérapeute Député de Vaucluse (1re circ.) (2022 → 2023) |

Le conseil municipal de la ville est composé de 33 élus répartis de la manière suivante :

### Budget et fiscalité
| Taxe                                                | Part communale | Part intercommunale | Part départementale | Part régionale |
| --------------------------------------------------- | -------------- | ------------------- | ------------------- | -------------- |
| Taxe d'habitation (TH)                              | 19,14 %        | 8,85 %              | 0,00 %              | 0,00 %         |
| Taxe foncière sur les propriétés bâties (TFPB)      | 34,48 %        | 1,61 %              | 14,41 %             | 0,00 %         |
| Taxe foncière sur les propriétés non bâties (TFPNB) | 98,35 %        | 0,00 %              | 28,96 %             | 8,85 %         |
| Taxe professionnelle (TP)                           | 00,00 %        | 20,36 %             | 13,00 %             | 3,84 %         |

La part régionale de la taxe d'habitation et de la taxe foncière sur les propriétés bâties n'est pas applicable.
Les taux de la taxe foncière sur les propriétés non bâties et de la taxe professionnelle sont ceux de 2009.

### Budget et fiscalité 2016
En 2016, le budget de la commune était constitué ainsi :
- total des produits de fonctionnement : 31 584 000 €, soit 1 799 € par habitant ;
- total des charges de fonctionnement : 26 247 000 €, soit 1 495 € par habitant ;
- total des ressources d'investissement : 8 583 000 €, soit 489 € par habitant ;
- total des emplois d'investissement : 6 817 000 €, soit 388 € par habitant ;
- endettement : 33 507 000 €, soit 1 909 € par habitant.

Avec les taux de fiscalité suivants :
- taxe d'habitation : 19,04 % ;
- taxe foncière sur les propriétés bâties : 34,29 % ;
- taxe foncière sur les propriétés non bâties : 99,72 % ;
- taxe additionnelle à la taxe foncière sur les propriétés non bâties : 0,00 % ;
- cotisation foncière des entreprises : 0,00 %.

Chiffres clés Revenus et pauvreté des ménages en 2014 : médiane en 2014 du revenu disponible, par unité de consommation : 17 785 €.

### Intercommunalité
La commune fait partie de la communauté d'agglomération du Grand Avignon.

### Jumelages
Hochheim am Main,  Allemagne, 1986.

## Équipements et services publics

### Eau et déchets
La collecte et traitement des déchets des ménages et déchets assimilés et le contrôle de la qualité de l'air se fait par le Grand Avignon, elle-même adhérente au syndicat mixte pour la valorisation des déchets du pays d'Avignon.

### Enseignement

#### Écoles
Il existe au Pontet quatre écoles maternelles publiques :
- Louis Pergaud ;
- Louis Pasteur ;
- Henri Bosco ;
- Jean de La Fontaine ;

Cinq écoles élémentaires publiques :
- Louis Pergaud[40] ;
- Louis Pasteur ;
- Henri Bosco ;
- Jean de La Fontaine ;
- Marie-Curie ;

Une école maternelle et élémentaire privée :
- Charles de Foucauld ;

#### Collège
Il existe au Pontet un collège public :
- Jules-Verne (environ 900 élèves et ouvert depuis la rentrée scolaire de septembre 1972) ;

#### Lycée
Il n'existe aucun lycée au Pontet, les habitants de la ville dépendent tous du lycée public René-Char de la ville d'Avignon.

### Santé
Le Pontet est une ville en bordure d'Avignon qui possède pharmacies, médecins généralistes et spécialistes.
Le service des urgences se situe sur Avignon.

## Population et société

### Démographie
L'évolution du nombre d'habitants est connue à travers les recensements de la population effectués dans la commune depuis 1926. Pour les communes de plus de 10 000 habitants les recensements ont lieu chaque année à la suite d'une enquête par sondage auprès d'un échantillon d'adresses représentant 8 % de leurs logements, contrairement aux autres communes qui ont un recensement réel tous les cinq ans,.

En 2022, la commune comptait 17 985 habitants, en évolution de +2,44 % par rapport à 2016 (Vaucluse : +1,73 %, France hors Mayotte : +2,11 %).
| 1926  | 1931  | 1936  | 1946  | 1954  | 1962  | 1968  | 1975   | 1982   |
| ----- | ----- | ----- | ----- | ----- | ----- | ----- | ------ | ------ |
| 2 407 | 2 683 | 2 946 | 3 164 | 3 679 | 5 080 | 8 178 | 10 465 | 12 920 |

| 1990   | 1999   | 2006   | 2011   | 2016   | 2021   | 2022   | - | - |
| ------ | ------ | ------ | ------ | ------ | ------ | ------ | - | - |
| 15 688 | 15 594 | 17 365 | 16 899 | 17 556 | 17 551 | 17 985 | - | - |

### Sports et loisirs
La ville compte de nombreuses associations sportives :
- US Le Pontet cyclotourisme, fondée en 1975[44] ;
- US Le Pontet (football), fondée en 1980 et disparue en février 2021[45] ;
- US Avignon Le Pontet (rugby à XV), fondée en 1919[46] ;
- US Avignon-Le Pontet (basket-ball), fondée en 1998[47] ;
- US Le Pontet Natation.
- US Le Pontet XIII (rugby à XIII) ; Le club du Pontet fut sacré champion de France de rugby à XIII en 1986 et 1988.

### Cultes

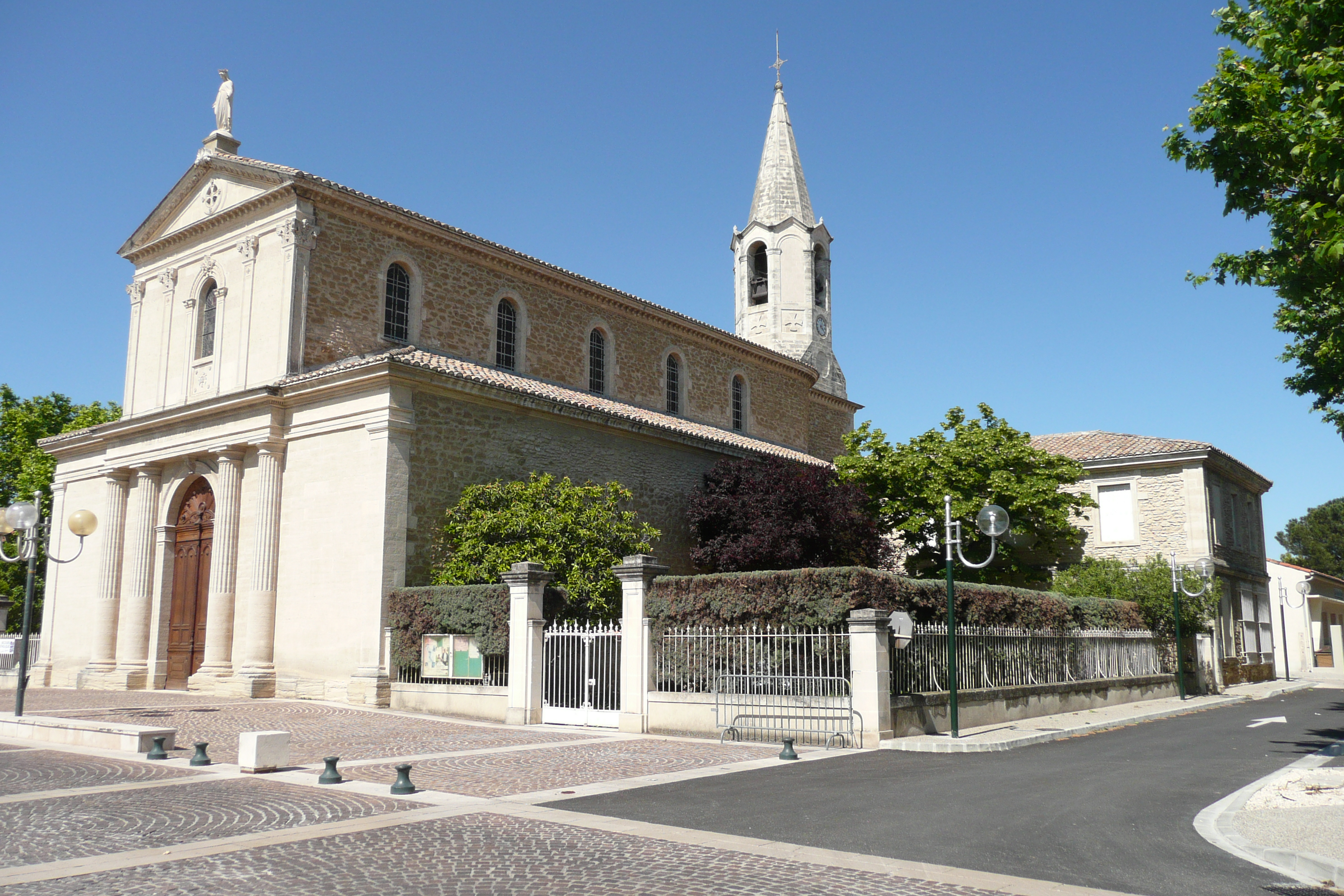
L'église du Pontet sur la place Joseph Thomas.

La commune appartient à l'archidiocèse catholique d'Avignon et à la province ecclésiastique de Marseille (depuis la réforme de 2002). Outre la pratique du culte catholique, l'on trouve sur la commune une église réformée ainsi que le culte musulman avec une mosquée.

### Medias
Radio Trafic FM, Studio ASF situé au Pontet pour l'autoroute A7.

## Économie

### Revenus de la population et fiscalité
En 2010, le revenu fiscal médian par ménage était de 25 645 €, ce qui plaçait Le Pontet au 21 986e rang parmi les 31 525 communes de plus de 39 ménages en métropole.

### Emploi
Le taux de chômage, en 2014, pour la commune s'élève à 20,4 %, un chiffre nettement supérieur à la moyenne nationale (10,4 %),.

### Entreprises et commerce

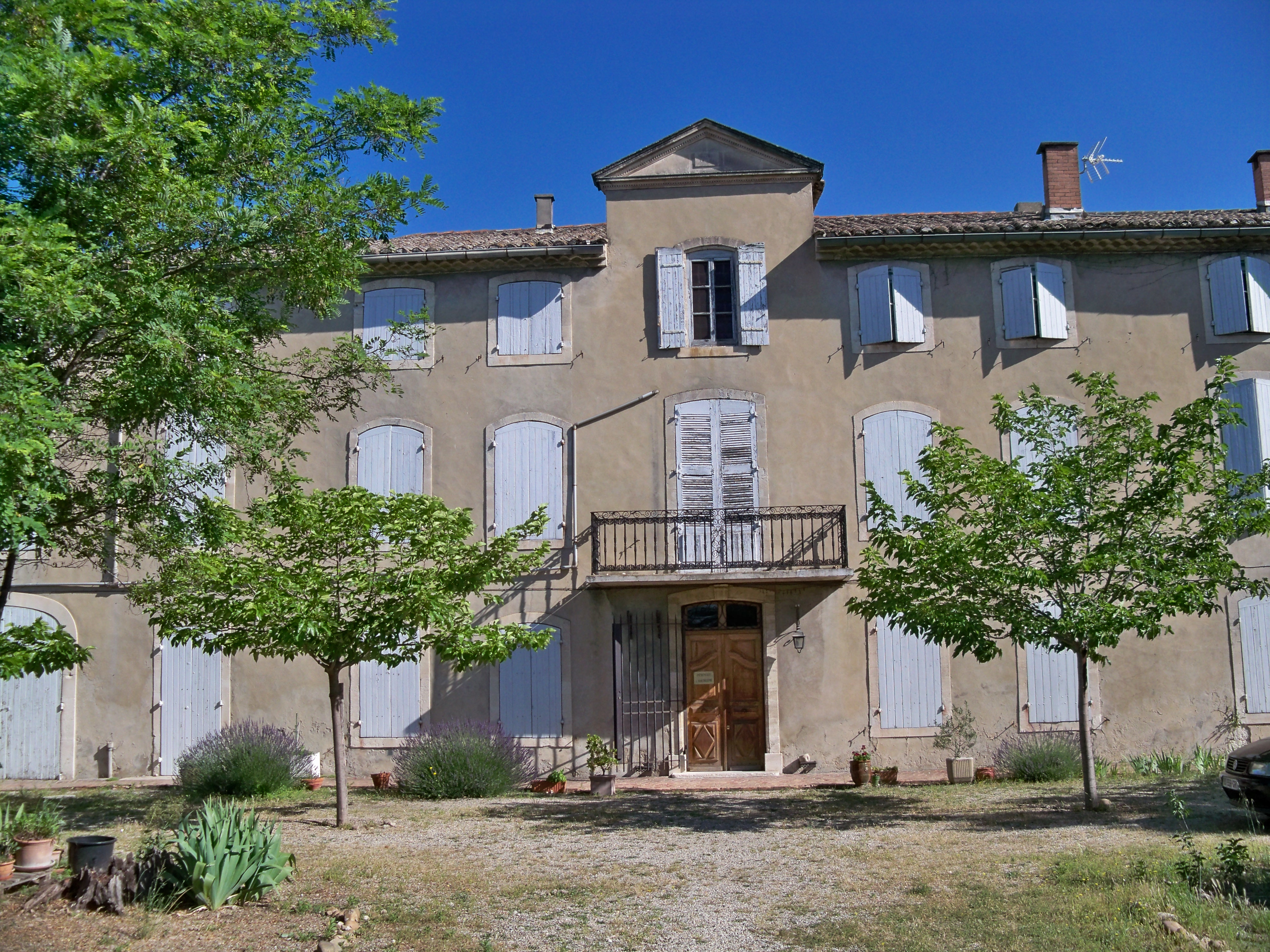
Siège social des éditions Barthélemy en ZI du Pontet.

Le développement du Pontet passe par une progression constante des projets industriels et commerciaux. La zone commerciale d'Avignon-Nord / Le Pontet (organisée autour de l'hypermarché Auchan) représente notamment une entité socio-économique mobilisant plus de 4 000 emplois répartis sur plus de 400 sites.
La société Campbell-Liebig (fabrication de soupes) y est implantée.
Depuis 1962, une zone portuaire a été développée à l'ouest de la Ville.
Ce port fluvial génère un important trafic de déchargement à vocation locale, et traite près de 225 000 tonnes. Le port est géré par la CCI de Vaucluse.
La zone portuaire connait un développement important avec l'implantation dans les zones de l'oseraie et de Périgord de nombreuses entreprises spécialisées dans le transport et la logistique.

## Culture locale et patrimoine

### Lieux et monuments
- Le Château de Fargues ;

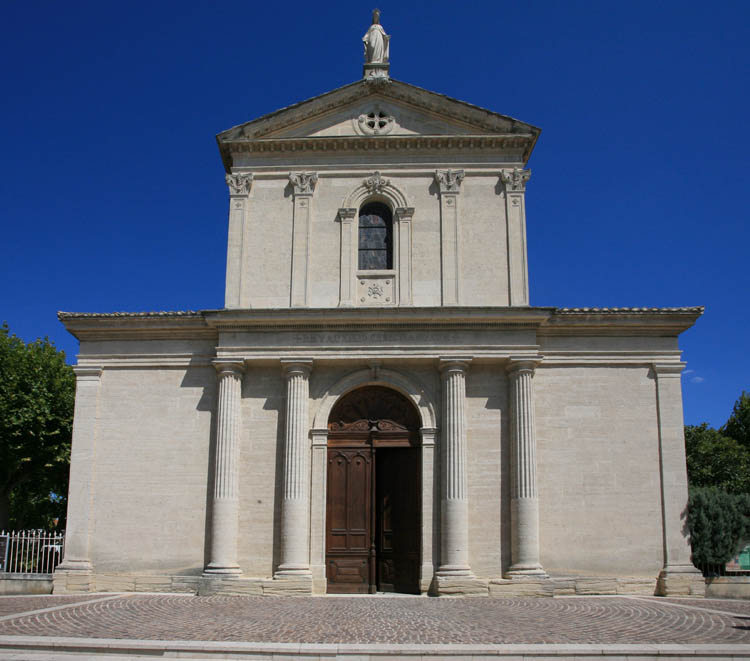
Façade de l'église du Pontet.

- Église Notre-Dame-de-Bon-Secours construite à la suite d'un don, de la famille Thomas, du terrain en 1852, et construction en 1990, par le facteur Pierre Saby de Saint-Uze, d'un orgue de tribune[53] ;
- Le domaine de Roberty[54] et son Hippodrome ;
- Monument aux morts[55],[56].

### Personnalités liées à la commune
- Maurice Challe (1905-1979), aviateur et général français.
- Régis Deroudilhe (1911-2003), homme politique, officier de la Légion d'honneur, titulaire de la Croix de guerre et des Palmes académiques, médaillé d'or de la Jeunesse et des Sports.
- Hélie de Talleyrand-Périgord (1301-1364), comte de Périgord, cardinal de Saint-Pierre-aux-Liens, puis cardinal-évêque d'Albano et doyen du Sacré Collège des cardinaux. Fut propriétaire de terres sur le territoire qui formera le Pontet.
- Alain Cortade : maire du Pontet de 1994 à 2013, député de Vaucluse de mai 2004 à juin 2007.
- Raymond-Guilhem de Fargues (??-1346), bâtisseur du château de Fargues.
- Paul Vialis, ancien maire de Mormoiron où il est né en 1848, et député de Vaucluse, mort au Pontet en 1913.
- Le poète félibre Théodore Aubanel (1829-1886) a passé de nombreux été au Grand-Rougier (quartier des Daulands, chemin de Panissé), mas appartenant à la famille de sa mère, née Seyssaud. Le Mas a été racheté pendant l'entre deux-guerres par le Docteur Michel Bonnet dont la famille est alliée à celle des Aubanel.

### Héraldique
|  | Les armes peuvent se blasonner ainsi : D'azur à un pont à une arche d'argent, surmonté de trois clés d'or posées en pal. |